# Lynnae Quick
Lynnae C. Quick, es una geofísica planetaria estadounidense y científica planetaria de Ocean Worlds en el Goddard Space Flight Center de la NASA. Su investigación se centra en el modelado teórico de los procesos criovolcánicos en las lunas heladas y los planetas enanos de nuestro sistema solar, así como en el modelado de la actividad volcánica en Venus y la Luna. Quick es miembro de los equipos científicos de las misiones Dawn, Europa Clipper y Dragonfly. Es también una miembro de la NASA Búsqueda de Exploración de Sistema Solar Instituto Virtual (SSERVI) Toolbox para Búsqueda y Exploración (TREX) equipo, y un miembro de NASA  Roadmaps a Mundos de Océano (FILA) equipo.

## Educación
Quick se crio en Greensboro, Carolina del Norte y se graduó de James Benson Dudley High School. En la escuela secundaria, se interesó por la astronomía después de enterarse de la muerte de las estrellas y la creación de agujeros negros supermasivos. Su profesor de física de la escuela secundaria, John M. Brown, alentó sus intereses, sugiriéndole que realizara un posgrado en astronomía o astrofísica, y la conectó con la astrofísica Reva Williams, quien también la animó a realizar un doctorado. Recibió su licenciatura en Física de la Universidad Estatal A&T de Carolina del Norte, y se graduó summa cum laude. Como estudiante, fue aceptada en los programas de experiencias de investigación para estudiantes y para la Academia de la NASA. Realizó investigaciones en el Observatorio Nacional de Radioastronomía y en el Centro de vuelo espacial Goddard de la NASA, respectivamente. Allí, se interesó en caracterizar exoplanetas y en geología planetaria. Después de graduarse, siguió este interés a una pasantía en el Laboratorio de Física Aplicada, con el apoyo de la astrofísica Beth A. Brown. Allí, pasó el verano estudiando Europa, una de las lunas de Júpiter.
Quick luego asistió a la Universidad Católica de América en Washington D. C., donde recibió su Maestría en Ciencias en Física con especialización en Astrofísica. Allí, realizó investigaciones tanto en el Laboratorio de Física Aplicada, con la tutoría de Louise Prockter, como en el Centro de Vuelo Espacial Goddard. Quick recibió su título de Doctor en Filosofía de la Universidad Johns Hopkins en 2013. Mientras estuvo allí, fue asesorada por el petrólogo ígneo Bruce D. Marsh y fue Bromery Fellow y APL Graduate Fellow. Quick se especializó en magmatismo planetario y vulcanología, y su disertación se tituló Europa: Cryomagmatic Processes & Cryovolcanic Surface Expressions [Europa: Procesos criomagmáticos y expresiones superficiales criovolcánicas]. Como beneficiaria de la beca Bromery Fellowship, Quick tuvo la oportunidad de conocer a Randolph Bromery mientras realizaba su doctorado.

## Carrera
Después de completar su doctorado, Quick se convirtió en becaria del Programa Postdoctoral (NPP) de la NASA en el Goddard Space Flight Center, estudiando cúpulas volcánicas en Venus y Europa y luego expandiendo su investigación para incluir el estudio de la actividad criovolcánica en Encelado, la luna de Saturno. Durante ese tiempo, se convirtió en co-investigadora del Europa Imaging System, realizando análisis de las columnas parecidas a un géiser de la luna y comenzando su trabajo como miembro del equipo en la Misión Europa de la NASA. Tanto Europa como Encelado disparan agua a través de sus plumas, lo que es evidencia de un océano que se encuentra debajo de sus superficies heladas. El trabajo postdoctoral de Quick se centró en caracterizar estos procesos geológicos y comprender cómo se diferencian entre planetas y satélites.
Después de su beca postdoctoral, Quick trabajó como científica investigadora en el Instituto de Ciencias Planetarias. Luego se convirtió en científica de planta en el Centro de Estudios Planetarios y de la Tierra de la Institución Smithsonian, lo que la convirtió en la primera científica afroamericana en la historia del Centro. En mayo de 2019, Quick se unió al Centro de Vuelo Espacial Goddard de la NASA como Científico Planetario de Mundos Oceánicos, especializado en el estudio de los mundos oceánicos en nuestro sistema solar y más allá. Quick continúa su programa de investigación estudiando la actividad criovolcánica y otros procesos geofísicos en lunas y planetas en nuestro propio sistema solar y ha expandido ese trabajo para estudiar la actividad en sistemas planetarios extrasolares. Ha aplicado su experiencia para caracterizar la superficie del planeta enano Ceres, cargado de cráteres, ubicado en el cinturón de asteroides de nuestro sistema solar. Se cree que Ceres tuvo una vez un océano global, que se supone que se ha congelado lentamente con el tiempo. Quick y sus colegas han encontrado evidencia que respalda esta hipótesis, analizando patrones de manchas de brillo variable en la superficie de Ceres, que corresponden a focos de salmuera oceánica debajo de la superficie del asteroide que han sido expuestos por cráteres. Quick emprendió este trabajo como científico asociado en la misión Dawn de la NASA.
En 2020, Quick fue el autor principal de un estudio de la NASA que analizó 53 exoplanetas terrestres que eran todos de un tamaño similar al de la Tierra. Su equipo modeló matemáticamente la actividad geológica de estos planetas estimando sus tasas de calentamiento interno como un proxy de la actividad volcánica potencial. Compararon estas estimaciones, así como consideraciones como la densidad y la temperatura, con la Tierra, Encelado y Europa, que se sabe que son mundos oceánicos, que contienen cantidades significativas de agua debajo de sus superficies. Descubrieron que los 53 exoplanetas probablemente tengan actividad volcánica y que más de una cuarta parte de estos exoplanetas podrían ser mundos oceánicos y, por lo tanto, podrían sustentar potencialmente vida extraterrestre. Las misiones futuras, como el Telescopio Espacial James Webb, pueden hacer más observaciones de estos exoplanetas para comprender mejor su actividad geológica y buscar signos de vida. Además de continuar su trabajo como miembro del equipo en la Misión Europa Clipper de la NASA, Quick también es miembro del equipo científico y Líder de la Opción de Mejora Científica (SEO) del Programa de Investigadores de Carrera Temprana y Estudiantes en la Misión Dragonfly de la NASA.

## Personal
Quick es una alumna de tercera generación de la Universidad Estatal A&T de Carolina del Norte. Ella y su esposo, Lamar, viven cerca de Washington D. C.[cita requerida]

## Publicaciones
- Quick, Lynnae C.; Roberge, Aki; Barr Mlinar, Amy; Hedman, Matthew M. (18 de junio de 2020). «Forecasting Rates of Volcanic Activity on Terrestrial Exoplanets and Implications for Cryovolcanic Activity on Extrasolar Ocean Worlds». Publications of the Astronomical Society of the Pacific 132 (1014): 084402. doi:10.1088/1538-3873/ab9504.
- Quick, Lynnae C.; Glaze, Lori S.; Baloga, Stephen M. (1 de marzo de 2017). «Cryovolcanic Emplacement of Domes on Europa». Icarus 284: 477-488. doi:10.1016/j.icarus.2016.06.029.
- Quick, Lynnae C.; Marsh, Bruce D. (1 de junio de 2016). «Heat Transfer of Ascending Cryomagma on Europa». Journal of Volcanology and Geothermal Research 319: 66-77. doi:10.1016/j.jvolgeores.2016.03.018.
- Quick, Lynnae C.; Glaze, Lori S.; Baloga, Stephen M.; Stofan, Ellen R. (1 de junio de 2016). «New Approaches to Inferences for Steep-Sided Domes on Venus». Journal of Volcanology and Geothermal Research 319: 93-105. doi:10.1016/j.jvolgeores.2016.02.028.
- Quick, Lynnae C.; Barnouin, Olivier S.; Prockter, Louise; Patterson, G. Wesley (15 de septiembre de 2013). «Constraints on the Detection of Cryovolcanic Plumes on Europa». Planetary and Space Science 86: 1-9. doi:10.1016/j.pss.2013.06.028.